# Gerard Moreno
Pour les articles homonymes, voir Moreno.
Moreno  Balagueró est un nom espagnol. Le premier nom de famille, en général paternel, est Moreno ; le second, en général maternel, souvent omis, est Balagueró.
Gerard Moreno, de son nom complet Gerard Moreno Balagueró, né le 7 avril 1992 à Santa Perpètua de Mogoda, est un footballeur international espagnol évoluant au poste d'attaquant au Villarreal CF.

## Biographie

### Formation
Fils de Francisco Moreno, dit Chescu, footballeur ayant notamment évolué au poste d'attaquant au FC Barcelone C et au CE Europa, Gerard Moreno naît dans la ville catalane de Santa Perpètua de Mogoda le 7 avril 1992. Il commence sa formation footballistique au CF Damm en 2000 et rejoint le centre de formation du RCD Espanyol un an plus tard. Resté six ans au club barcelonais, Moreno décide de rejoindre le CF Badalona en raison de son manque de temps de jeu : « J'étais à l'Espanyol depuis six ans et j'ai commencé à ne plus jouer. C'était difficile de ne pas le faire et j'ai vu que je n'allais pas avoir les minutes que j'attendais. » Il demeure trois ans à Badalona puis est repéré par le Villarreal CF qui le signe en 2010.

### Carrière en club

#### Débuts à Villarreal (2010-2015)
Moreno fait ses débuts seniors avec l'équipe C du Villarreal lors de la saison 2010-2011 qui évolue alors en Tercera División et inscrit trente-quatre buts en trente-neuf matchs de championnat. En mars 2011, il est appelé en équipe réserve et entre en jeu contre le Rayo Vallecano en Segunda División. 
Moreno inscrit son premier but en professionnel le 10 décembre 2011 face au Xerex CD et contribue à un succès 3-1 à domicile. Malgré ce but, il vit une saison 2011-2012 difficile et ne dispute que quatre matchs de championnat. 
La descente de Villarreal en Segunda División profite à Moreno qui se fait une place dans l'équipe professionnelle de son club formateur au cours de l'exercice 2012-2013. Débutant la saison avec l'équipe réserve, il est convoqué par Fran Escribá en décembre 2012. Le 2 décembre, Moreno joue son premier match avec le sous-marin jaune en remplaçant Manu Trigueros contre Elche durant la seizième journée de championnat. Il ouvre son compteur le 25 janvier 2013 en marquant le premier but de son équipe lors d'un succès 3-0 aux dépens du CE Sabadell. Moreno finit la saison avec trois buts et deux passes décisives en quatorze matchs tandis que Villarreal, finissant deuxième, retrouve la Liga.
La remontée du club dans l'élite espagnole annonce une concurrence difficile pour le jeune attaquant et Villarreal décide de le prêter un an au RCD Majorque le 8 juillet 2013. Lors de la saison 2013-2014, il inscrit onze buts en
Segunda División.
Le 28 août 2014, Moreno est titulaire pour son premier match en compétition continentale lors d'une victoire 4-0 face au FK Astana en Ligue Europa. Il marque ses premiers buts européens le 2 octobre contre l'Apollon Limassol (victoire 4-0).

#### RCD Espanyol (2015-2018)
Le 13 août 2015, Moreno s'engage pour cinq ans au RCD Espanyol. 
Le 22 août 2015, Moreno entre en jeu à la place de Salva Sevilla contre le Getafe CF. Le 19 septembre, il marque son premier but catalan sur penalty contre la Real Sociedad pour une victoire 3-2.
En février 2018, il marque l'unique but lors d'une victoire contre le Real Madrid. Moreno réalise une saison pleine où il est l'auteur de seize buts en Liga.

#### Retour à Villarreal (depuis 2018)
Le 12 juin 2018, Moreno revient au Villarreal CF. Le montant du transfert est de 20 millions d’euros, montant de la clause libératoire, avec à la clé un contrat de cinq ans,.
Le 19 juin 2020, Moreno inscrit l'unique but d'un succès 0-1 contre le Grenade CF qui permet à Villarreal de croire à l'Europe et de prendre ses distances sur l'adversaire du jour. Un doublé contre la SD Eibar lors de la dernière journée de championnat en juillet lui permet de finir la saison avec dix-huit buts. Moreno finit ainsi troisième meilleur buteur et remporte le trophée Zarra du meilleur buteur espagnol de Liga de la saison.
À la suite du départ de Santi Cazorla, Moreno est nommé premier tireur de penalty pour la saison 2020-2021. Le 13 septembre 2020, il égalise sur penalty contre la SD Huesca et permet aux siens d'arracher un nul 1-1 lors de la première journée de Liga. Moreno continue à enchaîner des performances remarquées et s'installe définitivement comme l'un des meilleurs buteurs espagnols du moment. Le 3 avril 2021, il inscrit le premier triplé de sa carrière professionnelle, concluant notamment deux penaltys, sur la pelouse du Grenade CF en championnat (victoire 0-3). Auteur d'un mois de mars complet, Moreno affirme être au « meilleur moment » de sa carrière. Le Catalan termine deuxième meilleur buteur du championnat, ayant marqué vingt-trois buts, dont dix penaltys, et remporte pour la deuxième année consécutive le trophée Zarra du meilleur buteur espagnol de Liga. De plus, il continue sa progression au niveau collectif et délivre dix passes décisives, dont sept en championnat. 
Le 26 mai 2021, Moreno ouvre le score lors de la finale de la Ligue Europa contre Manchester United. Après l'égalisation mancunienne, le match va jusqu'aux tirs au but. Moreno réussit le sien, le premier de la séance, et voit Villarreal remporter la compétition grâce à un total de 11 à 10. Premier titre en carrière pour lui, cette soirée permet aussi à Moreno de devenir le co-meilleur buteur de l'histoire du club valencien avec quatre-vingt-deux réalisations, à égalité avec Giuseppe Rossi, et permet à Villarreal d'obtenir une place en Ligue des champions,. Il finit la saison en ayant inscrit trente buts toutes compétitions confondues en club, terminant également co-meilleur buteur et passeur de la Ligue Europa avec sept buts et cinq passes décisives en douze matchs ainsi que meilleur joueur et membre de l'équipe-type de l'édition,.

### En équipe nationale

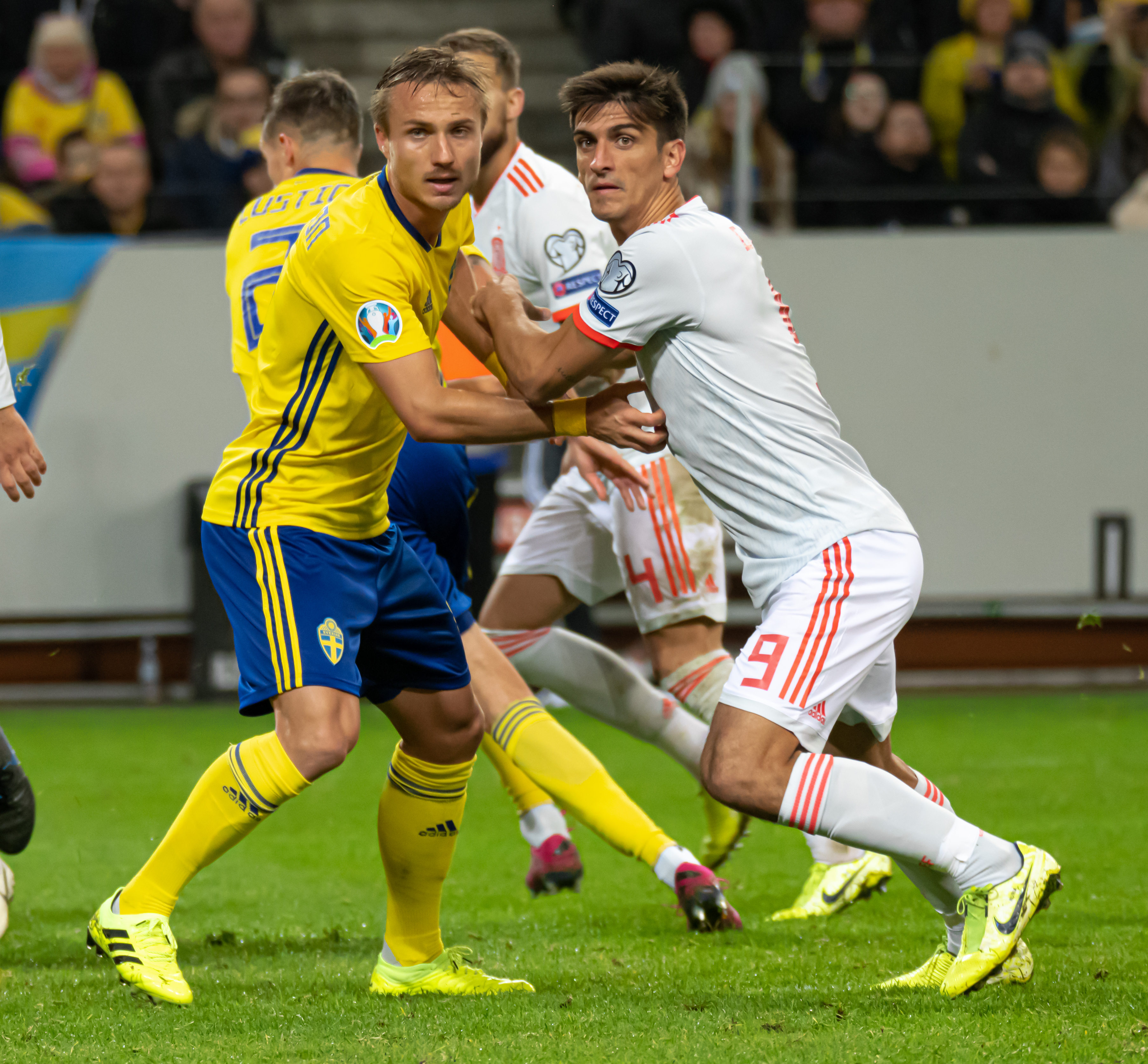
Moreno lors de sa première sélection en octobre 2019.

Fort de son bon début de saison avec Villarreal, Moreno est convoqué avec l'équipe d'Espagne au mois d'octobre 2019. 
Le 15 octobre 2019, Moreno honore sa première sélection en étant titularisé d'emblée contre la Suède en éliminatoires de l'Euro 2020. Il marque son premier but le 15 novembre suivant lors d'un écrasant succès sept à zéro de la Roja face à Malte. Moreno se distingue au cours de cette rencontre en délivrant trois passes décisives. Trois jours plus tard, il inscrit un doublé contre la Roumanie qui clôt la campagne d'éliminatoires sur une victoire cinq à zéro, tandis que l'Espagne termine première de son groupe.
Il fait partie de la liste de 24 joueurs établie par le sélectionneur Luis Enrique pour l'Euro 2020. Le 14 juin 2021, Moreno dispute son premier match en compétition internationale en remplaçant Dani Olmo contre la Suède lors du premier match espagnol du groupe E de l'Euro qui se solde par un nul zéro à zéro La Cartuja. Pour le deuxième match face à la Pologne, Moreno est titularisé au poste d'ailier droit. Il sert Álvaro Morata pour l'ouverture du score et obtient un penalty – pouvant permettre à l'Espagne de mener 2-1 après l'égalisation polonaise – mais voit son tir heurté le poteau ; la Roja concédant finalement un nouveau match nul (1-1).

## Vie privée
Situation personnelle
Moreno entame une relation avec Nuria en 2009 et le couple se marie au mois de juin 2018. Ils donnent naissance à deux filles, Melissa et Martha, respectivement nées en 2017 et 2020.
Accident
Moreno est victime d'un accident alors qu'il joue au football, âgé de six ans. Le ballon s'étant coincé dans la lucarne du but, il entreprend de s'agripper au poteau et de l'escalader pour mieux atteindre le cuir. Mais le garçon chute et un crochet entame sérieusement le côté de sa mâchoire, lui laissant une cicatrice, suturée de trente-sept points.

## Statistiques

### Statistiques générales
| Saison                | Club                  | Championnat           | Championnat | Championnat | Championnat | Coupe(s) nationale(s) | Coupe(s) nationale(s) | Coupe(s) nationale(s) | Compétition(s) continentale(s) | Compétition(s) continentale(s) | Compétition(s) continentale(s) | Compétition(s) continentale(s) | Supercoupe UEFA | Supercoupe UEFA | Supercoupe UEFA | Espagne | Espagne | Espagne | Total | Total | Total |
| Saison                | Club                  | Division              | M.          | B.          | P.d.        | M.                    | B.                    | P.d.                  | Comp.                          | M.                             | B.                             | P.d.                           | M.              | B.              | P.d.            | M.      | B.      | P.d.    | M.    | B.    | P.d.  |
| 2010-2011             | Villarreal CF C       | Primera Federación    | 39          | 34          | -           | -                     | -                     | -                     | -                              | -                              | -                              | -                              | -               | -               | -               | -       | -       | -       | 39    | 34    | 0     |
| 2010-2011             | Villarreal CF B       | Liga 2                | 1           | 0           | 0           | -                     | -                     | -                     | -                              | -                              | -                              | -                              | -               | -               | -               | -       | -       | -       | 1     | 0     | 0     |
| 2011-2012             | Villarreal CF B       | Liga 2                | 4           | 1           | 0           | -                     | -                     | -                     | -                              | -                              | -                              | -                              | -               | -               | -               | -       | -       | -       | 4     | 1     | 0     |
| 2012-2013             | Villarreal CF B       | Primera Federación    | 24          | 12          | -           | -                     | -                     | -                     | -                              | -                              | -                              | -                              | -               | -               | -               | -       | -       | -       | 24    | 12    | 0     |
| Sous-total            | Sous-total            | Sous-total            | 29          | 13          | 0           | -                     | -                     | -                     | -                              | -                              | -                              | -                              | -               | -               | -               | -       | -       | -       | 29    | 13    | 0     |
| 2012-2013             | Villarreal CF         | Liga 2                | 14          | 3           | 2           | -                     | -                     | -                     | -                              | -                              | -                              | -                              | -               | -               | -               | -       | -       | -       | 14    | 3     | 2     |
| 2014-2015             | Villarreal CF         | Liga                  | 26          | 7           | 3           | 6                     | 5                     | 0                     | C3                             | 7                              | 4                              | 1                              | -               | -               | -               | -       | -       | -       | 39    | 16    | 4     |
| Sous-total            | Sous-total            | Sous-total            | 40          | 10          | 5           | 6                     | 5                     | 0                     | -                              | 7                              | 4                              | 1                              | -               | -               | -               | -       | -       | -       | 53    | 19    | 6     |
| 2013-2014             | RCD Majorque (prêt)   | SD                    | 31          | 11          | 5           | 1                     | 1                     | 0                     | -                              | -                              | -                              | -                              | -               | -               | -               | -       | -       | -       | 32    | 12    | 5     |
| 2015-2016             | RCD Espanyol          | Liga                  | 32          | 7           | 3           | 4                     | 0                     | 0                     | -                              | -                              | -                              | -                              | -               | -               | -               | -       | -       | -       | 36    | 7     | 3     |
| 2016-2017             | RCD Espanyol          | Liga                  | 37          | 13          | 4           | 1                     | 0                     | 0                     | -                              | -                              | -                              | -                              | -               | -               | -               | -       | -       | -       | 38    | 13    | 4     |
| 2017-2018             | RCD Espanyol          | Liga                  | 38          | 16          | 1           | 6                     | 3                     | 1                     | -                              | -                              | -                              | -                              | -               | -               | -               | -       | -       | -       | 44    | 19    | 2     |
| Sous-total            | Sous-total            | Sous-total            | 107         | 36          | 8           | 11                    | 3                     | 1                     | -                              | -                              | -                              | -                              | -               | -               | -               | -       | -       | -       | 118   | 39    | 9     |
| 2018-2019             | Villarreal CF         | Liga                  | 35          | 8           | 1           | 3                     | 1                     | 1                     | C3                             | 11                             | 4                              | 1                              | -               | -               | -               | -       | -       | -       | 49    | 13    | 3     |
| 2019-2020             | Villarreal CF         | Liga                  | 35          | 18          | 5           | 2                     | 2                     | 0                     | -                              | -                              | -                              | -                              | -               | -               | -               | 3       | 3       | 3       | 40    | 23    | 8     |
| 2020-2021             | Villarreal CF         | Liga                  | 33          | 23          | 7           | 1                     | 0                     | 0                     | C3                             | 12                             | 7                              | 5                              | -               | -               | -               | 13      | 2       | 2       | 59    | 32    | 14    |
| 2021-2022             | Villarreal CF         | Liga                  | 17          | 9           | 3           | 2                     | 1                     | 0                     | C1                             | 7                              | 2                              | 5                              | 1               | 1               | 0               | 1       | 0       | 0       | 28    | 13    | 8     |
| 2022-2023             | Villarreal CF         | Liga                  | 21          | 7           | 3           | 3                     | 3                     | 3                     | C4                             | 5                              | 1                              | 0                              | -               | -               | -               | -       | -       | -       | 29    | 11    | 6     |
| 2023-2024             | Villarreal CF         | Liga                  | 30          | 10          | 6           | 2                     | 0                     | 1                     | C3                             | 6                              | 1                              | 1                              | -               | -               | -               | 1       | 0       | 0       | 39    | 11    | 8     |
| 2024-2025             | Villarreal CF         | Liga                  | 17          | 3           | 2           | 1                     | 0                     | 0                     | -                              | -                              | -                              | -                              | -               | -               | -               | -       | -       | -       | 18    | 3     | 2     |
| 2025-2026             | Villarreal CF         | Liga                  | 1           | 0           | 0           | -                     | -                     | -                     | C1                             | -                              | -                              | -                              | -               | -               | -               | -       | -       | -       | 1     | 0     | 0     |
| Sous-total            | Sous-total            | Sous-total            | 189         | 78          | 26          | 14                    | 7                     | 5                     | -                              | 41                             | 15                             | 11                             | 1               | 1               | 0               | 18      | 5       | 5       | 263   | 106   | 47    |
| Total sur la carrière | Total sur la carrière | Total sur la carrière | 434         | 181         | 45          | 31                    | 17                    | 6                     | -                              | 48                             | 19                             | 12                             | 1               | 1               | 0               | 18      | 5       | 5       | 532   | 223   | 68    |

### Matchs internationaux
| 0  | Date             | Lieu                                | Adversaire | Score | Compétition                       | Statut                            | Performances       |                          |
| 0  | Date             | Lieu                                | Adversaire | Score | Compétition                       | Statut                            | But(s)             | Pas.                     |
| -- | ---------------- | ----------------------------------- | ---------- | ----- | --------------------------------- | --------------------------------- | ------------------ | ------------------------ |
| 1  | 15 octobre 2019  | Friends Arena, Solna                | Suède      | 1 - 1 | Éliminatoires Euro 2020           | Titulaire                         |                    |                          |
| 2  | 15 novembre 2019 | Stade de Ramón de Carranza, Cadix   | Malte      | 7 - 0 | Éliminatoires Euro 2020           | Titulaire                         | 71e du pied gauche | 23e pour Álvaro Morata   |
| 2  | 15 novembre 2019 | Stade de Ramón de Carranza, Cadix   | Malte      | 7 - 0 | Éliminatoires Euro 2020           | Titulaire                         | 71e du pied gauche | 41e pour Santi Cazorla   |
| 2  | 15 novembre 2019 | Stade de Ramón de Carranza, Cadix   | Malte      | 7 - 0 | Éliminatoires Euro 2020           | Titulaire                         | 71e du pied gauche | 63e pour Pablo Sarabia   |
| 3  | 18 novembre 2019 | Estadio Metropolitano, Madrid       | Roumanie   | 5 - 0 | Éliminatoires Euro 2020           | Titulaire ( 57e Mikel Oyarzabal)  | 33e de la tête     |                          |
| 3  | 18 novembre 2019 | Estadio Metropolitano, Madrid       | Roumanie   | 5 - 0 | Éliminatoires Euro 2020           | Titulaire ( 57e Mikel Oyarzabal)  | 43e du pied gauche |                          |
| 4  | 6 septembre 2020 | Stade Alfredo-Di-Stéfano, Madrid    | Ukraine    | 4 - 0 | Ligue des nations 2020-2021       | Titulaire ( 74e Ferran Torres)    |                    |                          |
| 5  | 7 octobre 2020   | Estádio José Alvalade XXI, Lisbonne | Portugal   | 0 - 0 | Amical                            | Titulaire                         |                    |                          |
| 6  | 10 octobre 2020  | Stade Alfredo-Di-Stéfano, Madrid    | Suisse     | 1 - 0 | Ligue des nations 2020-2021       | Remplaçant ( 73e Mikel Oyarzabal) |                    |                          |
| 7  | 11 novembre 2020 | Johan Cruyff ArenA, Amsterdam       | Pays-Bas   | 1 - 1 | Amical                            | Titulaire ( 62e Dani Olmo)        |                    |                          |
| 8  | 14 novembre 2020 | Parc Saint-Jacques, Bâle            | Suisse     | 1 - 1 | Ligue des nations 2020-2021       | Remplaçant ( 80e Mikel Merino)    | 89e du pied droit  |                          |
| 9  | 17 novembre 2020 | La Cartuja, Séville                 | Allemagne  | 6 - 0 | Ligue des nations 2020-2021       | Remplaçant ( 73e Dani Olmo)       |                    |                          |
| 10 | 31 mars 2021     | La Cartuja, Séville                 | Kosovo     | 3 - 0 | Éliminatoires Coupe du monde 2022 | Remplaçant ( 69e Álvaro Morata)   | 75e de la tête     |                          |
| 11 | 4 juin 2021      | Estadio Metropolitano, Madrid       | Portugal   | 0 - 0 | Amical                            | Remplaçant ( 75e Pablo Sarabia)   |                    |                          |
| 12 | 14 juin 2021     | La Cartuja, Séville                 | Suède      | 0 - 0 | Euro 2020                         | Remplaçant ( 74e Dani Olmo)       |                    |                          |
| 13 | 19 juin 2021     | La Cartuja, Séville                 | Pologne    | 1 - 1 | Euro 2020                         | Titulaire ( 68e Fabián Ruiz)      |                    | 25e pour Álvaro Morata   |
| 14 | 23 juin 2021     | La Cartuja, Séville                 | Slovaquie  | 5 - 0 | Euro 2020                         | Titulaire ( 77e Adama Traoré)     |                    | 45e pour Aymeric Laporte |

## Palmarès

### En club
Avec le Villarreal CF, Moreno remporte la Ligue Europa en 2021. Il dispute la Supercoupe de l'UEFA 2021, perdue contre Chelsea.

### Distinctions personnelles
- Trophée Zarra du meilleur buteur espagnol de Primera División en 2020 (18 buts) et 2021 (23 buts)
- Meilleur joueur de la Ligue Europa en 2021
- Co-meilleur buteur de la Ligue Europa en 2021 (7 buts)
- Co-meilleur passeur de la Ligue Europa en 2021 (5 passes)
- Membre de l'équipe-type de la Ligue Europa en 2021
- Homme du match de la Supercoupe de l'UEFA en 2021